# 拉普雷里 (明尼蘇達州)
拉普雷里（英語：La Prairie）是一個位於美國明尼蘇達州艾塔斯卡縣的城市。

## 人口
根據2020年美國人口普查的數據，拉普雷里的面積為4.41平方千米，當中陸地面積為4.28平方千米，而水域面積為0.13平方千米。當地共有人口653人，而人口密度為每平方千米148人。